# 林毓生

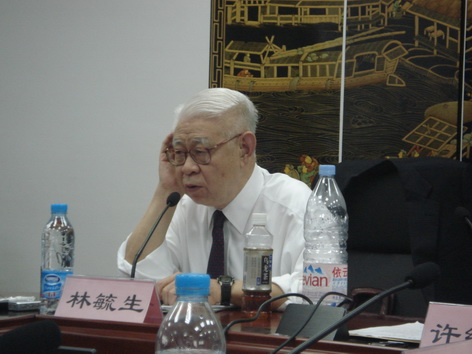
林毓生

林毓生（1934年8月7日—2022年11月22日），生于沈阳，台湾思想家，專長中國思想史。曾任威斯康辛大学教授，1994年獲選第20屆中央研究院院士（人文及社會科學組），2002年成為中国美术学院名譽教授。

## 生平
1958年毕业于國立臺灣大學歷史系，1970年獲芝加哥大學社会思想委员会哲學博士学位，師從臺大哲學系教授殷海光、自由主義經濟學家弗里德里希·哈耶克、社會學家愛德華·希爾斯等人。1970年起歷任威斯康星大学麦迪逊分校助教授、副教授、教授，2004年成為該校歷史學系榮譽教授。
1992年彭明敏返臺後，希望第一場演講於臺灣大學舉行，然而卻缺乏管道。後來謝聰敏向時任臺大法學基金會董事長林毓生接洽後，林毓生笑著對謝聰敏表示請彭明敏來函給他，他立刻辦。受到彭明敏來函後，林毓生成功召集舉辦演講。:347-348
2022年11月22日在美國科羅拉多州丹佛市逝世。據加拿大不列顛哥倫比亞大學亞洲學系教授丘慧芬引述宋祖錦女士所述，林毓生2022年11月16日那天可能有中風，之後沒再甦醒過來；至當地時間11月22日清晨7時49分林毓生在在安養中心安詳離世。

## 學術觀點與貢獻
對意識形態的定義
林毓生引用人類學者紀爾茲的觀點，認為：「當一個社會發生了政治與社會危機，加上文化因迷失方向而出現文化危機的時候，那是最需要意識形態的時候。」而他個人對意識形態的定義、歷史及其弔詭，如下所述：
「意識形態是對人和社會、及與人和社會有關的宇宙的、認知的與道德的信念的通盤形態。它與『看法』、『教義』不同。不過，這些不同往往是程度的不同。意識形態與看法、教義之不同既然是程度上的不同，那麼，意識形態本身也可根據其系統性、封閉性、與依賴『奇理斯瑪』（charismatic）型人物的領導的程度而區分為弱勢（溫和）和與強勢的意識形態。意識形態的特色是：它對與它有關的各種事物都有高度而明顯的「系統性」意見（此處『系統性』並不必蘊含『正確性』，強勢意識形態的系統性則是僵化的系統性）；它往往要把系統中的其它成分統合於一個或幾個顯著的價值（如平等、解救、種族純粹性等）之下。就這樣，意識形態的強弱往往呈現在對外界封閉的強弱。極強的意識形態一方面拒絕自我革新，另一方面則要求追隨者絕對服從，並使追隨者覺得絕對服從是具有道德情操的表現。意識形態的形成與傳播則要靠『奇理斯瑪』型人物的出現與領導。
自從十八世紀啟蒙運動與工業革命以來，人們從原先聽天由命的心態轉而認為世界的命運可運用人類自身的力量加以改進，各式各樣的意識形態（即各式各樣的主義）遂蓬勃地崛起。因為任何一個要求進步——尤其是一個要以革命為進步手段——的運動（此處『革命』二字，不適僅只政治革命而言），必須具有凝聚群眾的力量，而由『奇理斯瑪』型人物倡導的強勢意識形態，由於它的系統性、連貫性、封閉性、與道德情操的訴求，所以能賦予人們確定的方向即據以奮鬥成功以後美好的遠景，於是自然是凝聚群眾所不可或缺的了。但，強勢意識形態有高度的自我封閉性（越強的意識形態，其自我封閉性越高），它往往與現代知識隔絕，甚至與常識隔絕。因此受到強度特高的意識形態支持的革命，便往往犯了重大的錯誤，帶來了重大的災難。這是為了促使進步而形成的意識形態所產生的弔詭（paradox）。」
整體性的反傳統主義

## 政治主張與觀點
林毓生將民主區分為三個層次：極權、民粹和憲政。極權民主的代表，好比毛澤東統治的社會；英國、美國等成熟國家，則用數百年經驗換來憲政民主；臺灣雖走有憲政的體制，卻與民粹性質充分混合，很多人在政治實踐上利用民主、卻導出反民主的結果。
林毓生認為，建設憲政民主需要三大條件：建立有效的遊戲規則，政治行為者必須輸得起，敗選後不能以杯葛手段要脅多數；大眾媒體必須盡到監督責任，妥善把關；社會必須對憲政民主有正確的認識，釐清不當的觀念。但在他看來，目前的臺灣三者俱缺。
他說，多數決是憲政民主的一環，但多數不必然是對的，因為多數可能是無知的；所以，西方民主的運作，向來仰賴少數在智識、道德上懷有責任心的政治菁英帶領，這些菁英的責任一是使多數人理解民主的意義、二是讓意見能精確地被表達出來，但他在臺灣沒有看到這樣的菁英。
他說，臺灣民主來得太快、太多，發展僅20餘年，缺乏發展過程與歷史深度，比起西方社會數百年經驗的積累，自然表現得很「幼稚」，對自由、民主、憲政、法治等詞彙的認識仍相當混亂與破碎，自然使公共事務的討論趨於艱鉅。但他對臺灣民主不完全悲觀，因為臺灣社會是願意互助的社會，人與人之間仍能相互尊重，使社會維持穩定。

## 著作
- 《思想與人物》 （页面存档备份，存于），臺北：聯經，1983。
- The Crisis of Chinese Consciousness: Radical Antitraditionalism in the May Fourth Era （页面存档备份，存于）（1986）

（中文版：《中國意識的危機》 （页面存档备份，存于），貴陽：貴州人民出版社，1988。
台北：联经出版社，2020年。）
- 《政治秩序與多元社會》 （页面存档备份，存于），台北：聯經，1989。

- 《中國傳統的創造性轉化》 （页面存档备份，存于），上海：生活·讀書·新知三聯書店，1994。

- 與殷海光合著，《殷海光、林毓生書信錄》 （页面存档备份，存于），台北：遠流，1994。

- 林毓生主編，《公民社會基本觀念》 （页面存档备份，存于），臺北：中央研究院，2014。

- 《中國激進思潮的起源與後果 （页面存档备份，存于）》，臺北：聯經，2019。

《知识贵族的精神：林毓生思想近作选》，香港中文大学出版社，2020年。